# Tagiades calligana
Tagiades calligana är en fjärilsart som beskrevs av Butler 1879. Tagiades calligana ingår i släktet Tagiades och familjen tjockhuvuden. Inga underarter finns listade i Catalogue of Life.